# Nhóm tuyến tính tổng quát
Trong toán học, đặc biệt là trong Đại số trừu tượng và Đại số tuyến tính, nhóm tuyến tính tổng quát bậc n là tập hợp ma trận khả nghịch {\displaystyle n\times n}, cùng với phép toán nhân ma trận làm phép toán nhóm. Nó tạo thành một nhóm, là bởi vì tích của hai ma trận khả nghịch là một ma trận khả nghịch, và nghịch đảo của một ma trận khả nghịch cũng là một ma trận khả nghịch, với ma trận đơn vị là phần tử đơn vị của nhóm. Nhóm được đặt tên như vậy là do các cột của ma trận độc lập tuyến tính với nhau.
Để chính xác hơn, ta cần phải xác định các phần tử trong ma trận thuộc nhóm đối tượng nào. Ví dụ, nhóm tuyến tính tổng quát trên R (tập các số thực) là nhóm ma trận khả nghịch {\displaystyle n\times n} của các số thực, được ký hiệu là GLn(R) hoặc GL(n, R).
Tổng quát hơn, nhóm tuyến tính tổng quát của bậc n trên bất kỳ trường F nào (chẳng hạn như số phức), hoặc một vành R (chẳng hạn như vành các số nguyên), là tập hợp ma trận khả nghịch {\displaystyle n\times n} với các phần tử từ F (hoặc R), tạo thành một nhóm với phép nhân ma trận là phép toán nhóm. Kí hiệu hay dùng là GLn(F) hoặc GL(n,F).
Nhóm tuyến tính đặc biệt, kí hiệu là SL(n, F) hoặc SLn(F), là nhóm con của GL(n, F) chỉ bao gồm các ma trận với định thức là 1.
Nếu n ≥ 2, thì nhóm GL(n, F) không phải là nhóm giao hoán.

## Nhóm tuyến tính tổng quát của không gian vectơ
Nếu V là một không gian vectơ trên trường F, thì nhóm tuyến tính tổng quát của V, viết tắt là GL(V) hoặc Aut(V), là nhóm của tất cả tự đẳng cấu của V, tức là tập hợp tất cả các phép biến đổi tuyến tính có tính song ánh V → V, cùng với phép hợp hàm làm phép toán trong nhóm. Nếu V có hữu hạn chiều n thì GL (V) và GL(n, F) đẳng cấu với nhau. Phép đẳng cấu không thể tự tìm ngay ra được; nó phụ thuộc vào việc lựa chọn cơ sở trong V. Cho một cơ sở (e1,..., en) của V và một phép tự đẳng cấu T trong GL(V), khi đó chúng ta có với mọi vectơ cơ sở ei rằng
{\displaystyle T(e_{i})=\sum _{j=1}^{n}a_{ij}e_{j}}
đối với một số hằng số aij trong F; ma trận tương ứng với T chỉ là ma trận với các phần tử được nhập từ các aij.

## Định thức
Trên một trường F, một ma trận là khả nghịch khi và chỉ khi định thức của nó khác 0. Do đó, ta có thể đưa ra định nghĩa thay thế khác của GL(n, F) là một nhóm ma trận có định thức khác không.
Trên vành giao hoán R, ta cần cẩn thận hơn: ma trận trên R là khả nghịch khi và chỉ khi định thức của nó là một đơn vị trong R (một phần tử u trong R là đơn vị, nếu tồn tại một phần tử v thuộc R sao cho uv = vu = 1, nghĩa là, u có phần tử nghịch đảo với phép nhân trong R). Do đó, GL(n, R) có thể được định nghĩa là nhóm ma trận mà các định thức của nó là các đơn vị trong R.
Trên vành không giao hoán R, định thức không được xác định. Trong trường này, GL(n, R) có thể xem là nhóm đơn vị của vành ma trận M(n, R).

## Là nhóm Lie

### Trường hợp thực
Nhóm tuyến tính tổng quát GL(n, R) trên trường số thực là nhóm Lie thực có chiều n2. Để chứng minh, để ý tập hợp của tất cả các ma trận thực kích thước n×n , Mn(R), tạo không gian vectơ có chiều n2. Tập con của GL(n, R) chứa toàn bộ các ma trận mà định thức khác không. Định thức là ánh xạ đa thức, và do đó GL(n, R) là đa tạp con affin mở của Mn(R) (tập con mở khác rỗng của Mn(R) trong tô pô Zariski),do đó bằng với
đa tạp trơn có cùng số chiều.
Đại số Lie của GL(n, R), ký hiệu {\displaystyle {\mathfrak {gl}}_{n},} chứa toàn bộ ma trận thực kích thước n×n với giao hoán tử là bracket Lie.
Là đa tạp, GL(n, R) không liên thông nhưng có hai thành phần liên thông sau: các ma trận với định thức dương và các ma trận với định thức âm. Thành phần đơn vị, ký hiệu bởi GL+(n, R), chứa toàn bộ các ma trận thưc kích thước n×n có định thức dương. Đây cũng là nhóm Lie với chiều n2; nó có cùng đại số Lie với GL(n, R).

### Trường hợp phức
Nhóm tuyến tính tổng quát trên trường các số phức, GL(n, C), là nhóm Lie phức có chiều phức n2. Khi là nhóm Lie thực (qua việc thực hóa), nó có chiều 2n2. Tập tất cả các ma trận thực tạo thành nhóm con Lie thực. Chúng tương ứng với bao hàm sau
GL(n, R) < GL(n, C) <  GL(2n, R),
Trong đó từ các nhóm từ trái sang phải có chiều n2, 2n2, và 4n2 = (2n)2.

## Trên các trường hữu hạn

Bảng Cayley của GL(2, 2), nhóm này đẳng cấu với S_{3}.

Nếu F là một trường hữu hạn với q phần tử, thì đôi khi chúng ta viết GL(n, q) thay vì GL(n, F). KHi p là số nguyên tố, GL(n, p) là nhóm tự đẳng cấu ngoài  của nhóm Zpn, và cũng là nhóm tự đẳng cấu, bởi Zpn giao hoán, do đó nhóm tự đẳng cấu trong là nhóm tầm thường.
Cấp của nhóm GL(n, q) là:
{\displaystyle \prod _{k=0}^{n-1}(q^{n}-q^{k})=(q^{n}-1)(q^{n}-q)(q^{n}-q^{2})\ \cdots \ (q^{n}-q^{n-1}).}
Ta có thể chứng minh bằng cách đếm số cột khả thi trong ma trận: cột đầu tiên có thể là tùy ý ngoại trừ vectơ không; cột thứ hai có thể là tùy ý nhưng không được là bội của cột đầu; và tổng quát thì, cột thứ k có thể là vectơ tùy ý không nằm trong span tuyến tính của k − 1 cột đầu tiên.
Lấy ví dụ, GL(3, 2) có cấp (8 − 1)(8 − 2)(8 − 4) = 168. Nó là nhóm tự đẳng cấu của mặt phẳng Fano và của nhóm Z23, hay còn được gọi là PSL(2, 7).
Tổng quát hơn, ta có thể đếm số điểm Grassmann trên trường F: nói cách khác số không gian con có chiều k. Cách này tìm này chỉ yêu cầu tìm cấp của nhóm con ổn định hóa của một không gian con như rồi chia cho công thức vừa đưa, theo định lý ổn định hóa quỹ đạo.